# 足立の花火
足立の花火（あだちのはなび）は、日本の東京都足立区で開催される花火大会。荒川河川敷を会場とする。

## 概要
公式タイトルは「第○回足立の花火」（○には数字が入る）。よく「足立の花火大会」といわれることもあるが、第30回（2008年（平成20年））からは「足立の花火」が正式名称である。
開催日は例年、7月最終土曜日の2日前の木曜日。ただし、2011年東日本大震災発生を受け、熟考の結果10月開催に、翌2012年も同時期開催だった。
長年、隅田川花火大会の2日前木曜日が開催日の定番だった。しかし、2013年からは隅田川花火大会の1週前土曜日と変化し、夏に行われる東京の大規模花火の先陣としての存在でもある。（詳細は#備考参照）
2020年に限っては東京2020オリンピック・パラリンピックの機運醸成として5月30日の開催予定を発表していたが、新型コロナウイルスの感染拡大防止のため中止となった。翌2021年以降も中止となり、2019年に開催された第41回大会から3年間実施されていなかった。
2023年に第45回足立の花火として4年ぶりに開催された。
2024年の第46回足立の花火は、当初は予定通り開催する方向で、有料席の入場も行われていたが、開演20分前に落雷の発生があり、安全な花火大会の開催に支障を来たす恐れが出たため急遽中止となった。なお、市民からは荒天中止時の予備日設定を求める声もあるが、2016年（38回）以降は翌日に順延しても、本来の開催予定日並みの警備の確保が困難になるなど、運営上の問題もあるため、予備日の設定はしていなかった。
2025年の第47回足立の花火は、天候による中止や熱中症の対策として5月31日に開催が変更される予定であったが、強風の影響で2年連続の中止が決定した。

## 歴史

### 千住の花火大会
起源は明治時代、千住大橋が二重の太鼓橋様式の木橋として再架橋されたことを祝い、花火を打ち上げたのが最初と言われるが記録は残っていない。日露戦争の凱旋として打ち上げたことが最古の記録として残っている。そして1924年（大正13年）8月13日に千住新橋の開通を記念して「千住新橋開通記念花火大会」を開催し、翌年からは「千住の花火大会」として開催された。。以後毎年開催され、「両国の花火」同様、夏の風物詩として多くの庶民に親しまれるようになる。
第二次世界大戦により1939年（昭和14年）をもって一時中断するが、終戦後の1949年（昭和24年）より再開、この年は8月13日に開催される。その後も足立区民の憩いとして定着する。しかし、1959年（昭和34年）には台風の影響で中止し、1960年（昭和35年）以降は河川敷の改修工事にともない「千住の花火大会」は幕を閉じた。

### 足立の花火
1970年代になると、足立区民から花火大会復活を望む声が区に多く寄せられるようになる。
1978年（昭和53年）8月の足立区民納涼大会で約800発の花火を打ち上げたところ、これが大好評を得たことにより、翌年の1979年（昭和54年）8月11日「足立の花火大会」と名称を改め復活。前身「千住の花火大会」の終了から20年後のことである。この年は3,700発が打ち上げられ、復活を待ちわびた多くの観衆を酔わせた。
その後も「足立の花火」として毎年7月下旬に開催されるようになり、現在も足立区民や多くの花火ファンに親しまれている。

## 会場
会場
- 荒川河川敷（西新井橋〜千代田線鉄橋間）

打ち上げ
- 花火打ち上げは、千住側から行われる。

### 観覧について
- 主催者発表の会場は無料で入場でき、主に荒川北岸もしくは南岸での観覧となる。
- 会場内には、有料指定席があり、毎年チケットぴあより販売されている。
- 前日までの場所取りは禁止となっている。
- プレジャーボートや橋の上での観覧は禁止。
- 会場内は禁煙である。

## 交通アクセス
- 荒川南岸（右岸）
  - JR常磐線・東武スカイツリーライン・東京メトロ千代田線・日比谷線・つくばエクスプレス北千住駅から徒歩15分
  - 都営日暮里・舎人ライナー足立小台駅から徒歩25分
- 荒川北岸（左岸）
  - 東武スカイツリーライン小菅駅、五反野駅、梅島駅から徒歩15分、西新井駅から徒歩25分（西新井駅以外の左岸側の駅は狭く、毎年、花火終了後は混雑により入場規制が行われる。駅にロータリーがありコンコースも広く、急行が停車することから西新井駅より帰宅することが推奨されている。）
  - 都営日暮里・舎人ライナー扇大橋駅から徒歩25分

交通規制
- 当日18:00〜22:00の間に会場となる荒川河川敷周辺にて交通規制がある。

## 備考
- 2000年（平成12年）の第22回は九州・沖縄サミットが開催されたため、8月に延期となった。
- 2011年（平成23年）の第33回は当初7月28日開催予定が東日本大震災の影響により開催を延期し、10月8日に開催した。この年は毎年10月開催の区民イベントあだち区民まつり「A-Festa 2011」（8日・9日）と同時開催となった。また、10月開催は33年の歴史の中で初の出来事で、前身の「千住の花火大会」時代（前述）を含めても初であった。
- 2012年（平成24年）の第34回は、足立区制80周年を記念し、前年に引き続き あだち区民まつり「A-Festa 2012」（13日・14日）との同時開催により10月13日（土曜日）に開催された。区制80周年を記念し「ますます ワクワク 明日のあだち」をテーマに、例年の12,000発から3,000発多い15,000発もの花火が盛大に打ち上げられた。これにより、10月開催は2年連続となった。
- 2013年（平成25年）の第35回は3年ぶりに7月開催に戻ったが、例年と異なり第3土曜日（7月20日）の19:30-20:30過ぎに打上数約12,000発で開催された（翌21日は参議院議員通常選挙が組まれていたため、雨天等の場合でも順延せず中止するものとされていた。
- 2014年（平成26年）には、スプレーによる場所取りが問題となった。翌2015年（平成27年）からは夜間警備を行い、警察や国土交通相と協力もあり、悪質な場所取りは発生しなくなっている。
- 2016年（平成28年）より参加型花火を目指して、avexが足立の花火に関わるように成る。この年からはサイリウム、ペンライトやスマートホンなど花火を鑑賞しながら光るものを振ることを推奨している。
- 2017年（平成29年）からはavexが作成した足立の花火のCM動画を、YouTube上に毎年公開している。
- 2018年（平成30年）に第40回記念大会として1,600発増発の約13,600発の花火を打ち上げている。これは、周辺交通規制の時間を伸ばさず一時間で打ち上げられ、当時開催した「足立の花火」の会場の状況で、安全且つ煙により見えなくなる前の限界発数としている。また、「足立の花火」の伝統と言われているナイアガラ花火を二重にする「Wナイアガラ」が初登場した。更には、この年はavexがプロデュースする幕を2年振りに復活。新たに音楽とレーザーを使用して花火を打ち上げた。2019年は13000発規模にもどり人出も前年の70万人から67万人と微減した。
- 2020年（令和2年）5月30日に開催予定だった第42回大会は新型コロナウイルスの感染拡大防止の為中止する事が同年3月23日に公表された。
- 2023年（令和5年）7月21日に第45回大会として開催され、前回より2000発多い15000発が打ち上げられ、人出も過去最多の70万人超えとなった。[2]
- 2024年（令和6年）7月20日の第46回大会[6]は打ち上げ直前に落雷が発生、安全を考慮して開催を取りやめた（代替延期なしのため、チケットは希望者全員払い戻し）。これに関して、同区議会議員の中島 晃一郎は「花火の中止は申し訳ございません。ただどうしても人命には代えられません」として、2017年8月に予定された「第39回たまがわ花火大会」でも落雷による開催中止になった例を挙げて、開催取りやめに対する理解を求める発言をした他、市民からも、「仕方ないですね」「えーという声もあったが、20分後には雨も降ってきたので、ナイスな判断ではないか」と、取りやめを好意的に取る投稿もあった[7]。なお、この中止に伴う損失は3000万円である[8]。また、開催当日朝の天気は「曇り時々晴れ（朝から昼過ぎは晴れ）」[9]、昼の予報では「晴れ夕方から曇り」の予報であった[10]。なお、翌年（2025年）の大会も強風の影響で2年連続での中止となった。